# Cristina Sánchez Muñoz
Cristina Sánchez Muñoz (Melilla, 1959) es una filósofa española, especialista en la teoría feminista contemporánea y en la obra de la filósofa alemana Hannah Arendt.

## Trayectoria
Sánchez nació en la ciudad española de Melilla, ubicada en la costa mediterránea, al norte de Marruecos. Su familia se trasladó a Madrid, siendo ella muy niña, y ahí se quedó a  vivir. Se licenció en Filosofía y se doctoró en Derecho por la Universidad Autónoma de Madrid (UAM). Desde 2007, es profesora titular de Filosofía del Derecho en la misma universidad.
En su trayectoria académica ha desarrollado dos líneas de investigación fundamentales: el estudio del pensamiento de la filósofa Hannah Arendt y la teoría feminista contemporánea. El estudio del holocausto, en su dimensión ética, política, jurídica y filosófica, el mal de las sociedades contemporáneas y las formas de rendición de cuentas de los pasados traumáticos violentos son otros campos de investigación a los que se dedica.
Entre los trabajos en publicaciones nacionales e internacionales que ha escrito sobre la obra de Hannah Arendt, destacan la primera monografía en castellano sobre Arendt publicada en España, Hannah Arendt, El espacio de la política, o su contribución a los volúmenes colectivos Critical Assessments on Hannah Arendt, de la editorial británica Routledge (2006).
Es miembro del Instituto Universitario de Estudios de la Mujer de la Universidad Autónoma de Madrid, y ha sido su directora desde 2026 hasta 2020. Es codirectora de la Cátedra Unesco Políticas de Género e igualdad de Derechos entre mujeres y hombres (UAM-CSIC) y ha sido coordinadora del máster de Estudios Interdisciplinares de Género de la Universidad Autónoma de Madrid, desde el 2008 al 2013, y del 2020 al 2023. Asimismo, codirige la colección Calíope. Estudios feministas y de género iberoamericanos, en la editorial hispano-mexicana Plaza y Valdés.

## Publicaciones

### Libros como autora
- 2001 – Feminismos. Debates teóricos contemporáneos. Madrid: Alianza (Capítulo de libro)
- 2003 – Hannah Arendt: El espacio de la política. Madrid: Centro de Estudios Políticos y Constitucionales.
- 2019 – Simone de Beauvoir: del sexo al género. Barcelon: Shackleton Books.
- 2019 – Hannah Arendt. Estar (políticamente) en el mundo. Barcelona: Shackleton Books.

### Libros como editora
- 1999 – Género y ciudadanía: revisiones desde el ámbito privado: XII Jornadas de Investigación Interdisciplinaria. Cristina Sánchez Muñoz (ed. lit.), Margarita Ortega López (ed. lit.), Celia Valiente Fernández (ed. lit.) Universidad Autónoma de Madrid, Instituto Universitario de Estudios de la Mujer.
- 2017 – Confrontando el mal: ensayos sobre violencia, memoria y democracia. Antonio Gómez Ramos (ed. lit.), Cristina Sánchez Muñoz (ed. lit.) Madrid: Plaza y Valdés.
- 2019 – Cartografías del mal: los contextos violentos de nuestro tiempo. Camila de Gamboa Tapias (ed. lit.), Cristina Sánchez Muñoz (ed. lit.). Bogotá: Siglo del Hombre Editores.

- 2021 – Violencias de género: entre la guerra y la paz. Cristina Sánchez Muñoz (ed. lit.)Universidad EAFIT: Siglo del Hombre Editores, 2021.
- 2022 – Mujeres, paz y seguridad: la revolución 1325 veinte años después. Cristina Sánchez Muñoz (ed. lit.), Soledad Torrecuadrada García-Lozano (ed. lit.). Madrid: Dykinson, 2022. ISBN 9788411227346.[8]